# Разетти, Амедей
Амедей Разетти (фр. Amédéé Rasetti; 7 апреля 1759, Турин — 27 апреля 1799, Париж) — французский пианист и композитор итальянского происхождения. Сын пьемонтского придворного скрипача, с 1760 г. работавшего во Франции.
Учился в Париже у Шарля Франсуа Клемана, в 1780-е годы начал интенсивно концертировать как пианист и клавесинист. В поздние годы опубликовал ряд камерных сочинений, из которых наибольшую известность получили трио 1799 года Op. 13, предназначенные для солирующего фортепиано в сопровождении скрипки и виолончели либо флейты и фагота; современные музыканты, записавшие это сочинение, для такого случая назвали себя Трио «Амедей».